# 埃利科特 (紐約州伊利縣)
埃利科特（英語：Ellicott）是位於美國紐約州伊利縣的非建制地區。

## 歷史
埃利科特的郵局自1852年營運至今。

## 地理
埃利科特所處的海拔為高於海平面298米（即978英呎），而該地所採用的時區為UTC-5，即北美东部时区（EST）。同時該地設有夏令時間，為UTC-5調快一小時，即UTC-4（EDT）。